# Aéroport régional d'Earlton-Timiskaming
L'aéroport régional d’Earlton-Timiskaming est un aéroport situé en Ontario, au Canada.